# Kim Gevaert
Kim Gevaert (Leuven, 5 de agosto de 1978) é uma ex-velocista e campeã olímpica belga, com medalhas em Campeonato Mundial de Atletismo em Pista Coberta, Campeonatos Mundiais de Atletismo e Jogos Olímpicos. Até 2016, continua como recordista belga de todas as distâncias entre os 60 m e os 400 m oito anos depois de se retirar das pistas de atletismo.

## Carreira
Competidora constante em torneios em pista coberta disputando os 60 metros, foi tricampeã europeia indoor em 2002, 2005 e 2007, medalha de prata no Campeonato Mundial de Atletismo em Pista Coberta de 2004, em Budapeste, 0.04s atrás da tricampeã da prova, Gail Devers, dos Estados Unidos, e medalha de bronze no Mundial indoor seguinte, em Moscou 2006. Em agosto do mesmo ano, ela venceu os 100 m no Campeonato Europeu de Atletismo em Gotemburgo, na Suécia, em 11.06, tornando-se a primeira belga a ganhar o título continental no atletismo em 35 anos; dois dias depois, ganhou também os 200 m, comemorando o título na pista junto com a compatriota Tia Hellebaut, que ganhou o ouro no salto em altura minutos antes da vitória de Gevaert. As duas seriam campeãs olímpicas dois anos depois, em Pequim.
Em seus primeiros Jogos Olímpicos, Atenas 2004, ficou em sexto lugar na final dos 200 m. Ganhou a medalha de bronze no Campeonato Mundial de Atletismo de 2007, em Osaka, Japão, integrando o revezamento 4x100 m que estabeleceu novo recorde nacional belga com o tempo de 42.75; dias antes tinha ficado em quinto na final dos 100 metros. Em Pequim 2008, integrou novamente o mesmo revezamento, junto com Olivia Borlée, Hanna Mariën e Élodie Ouédraogo, chegando em segundo lugar atrás da equipe da Rússia, ficando com a medalha de prata. Entretanto, em 16 de agosto de 2016,  o Comitê Olímpico Internacional, após reexames com técnicas mais avançadas de amostras de atletas daqueles Jogos, desclassificou a equipe russa por conta do teste positivo de uma de suas integrantes, Yuliya Chermoshanskaya, para as substâncias proibidas  estanozolol e turinabol. A medalha de ouro foi então realocada à equipe belga, fazendo de  Kim uma campeã olímpica.
Em setembro daquele ano, semanas após os Jogos Olímpicos, encerrou sua carreira nas pistas com uma vitória nos 100 m do Memorial Van Damme, última etapa da Golden League, disputada no Estádio Rei Balduíno, em Bruxelas, na frente de seu público e homenageada pessoalmente pelos príncipes Filipe e Matilde da Bélgica.
Oito anos depois, em 10 de setembro de 2016, no mesmo local, no mesmo evento e na frente de seu povo num estádio lotado, Gevaert recebeu a medalha de ouro olímpica de Pequim 2008, junto com suas companheiras de revezamento, das mãos do presidente do COI na época dos Jogos de Pequim, Jacques Rogge, ele também um belga, do presidente da IAAF Sebastian Coe e do presidente do Comitê Olímpico Belga, Pierre-Olivier Beckers.

## Vida pessoal
Kim Gevaert é casada com o também atleta belga de origem congolesa Djeke Mambo e tem dois filhos e uma filha, que são bilíngues desde que aprenderam a falar, pois a primeira língua dos pais são o francês e o holandês.

## Melhores marcas pessoais
| Evento | Marca | Local      | País        | Data               | Nota          | Ref   |
| ------ | ----- | ---------- | ----------- | ------------------ | ------------- | ----- |
| 60 m   | 7.10  | Birmingham | Reino Unido | 3 de março de 2007 | recorde belga | [ 9 ] |
| 100 m  | 11.04 | Bruxelas   | Bélgica     | 9 de julho de 2006 | recorde belga | [ 9 ] |
| 200 m  | 22.20 | Bruxelas   | Bélgica     | 9 de julho de 2006 | recorde belga | [ 9 ] |
| 400 m  | 51.45 | Ghent      | Bélgica     | 8 de maio de 2005  | recorde belga | [ 9 ] |